# ユーロフライ
Eurofly（ユーロフライ）はかつて存在したイタリアの航空会社。

## 概要
ミラノを本拠地に、イタリアで最大の観光路線を営業するとして知られ、定期航空路線のほか、チャーター便も多く運航していた。

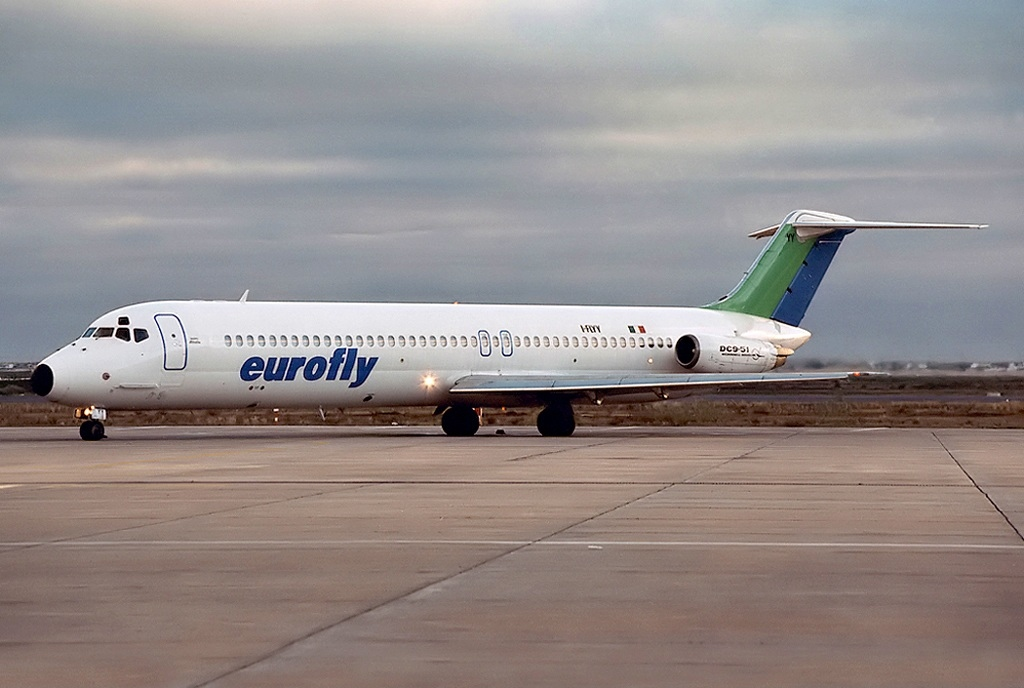
ダグラス DC-9-51

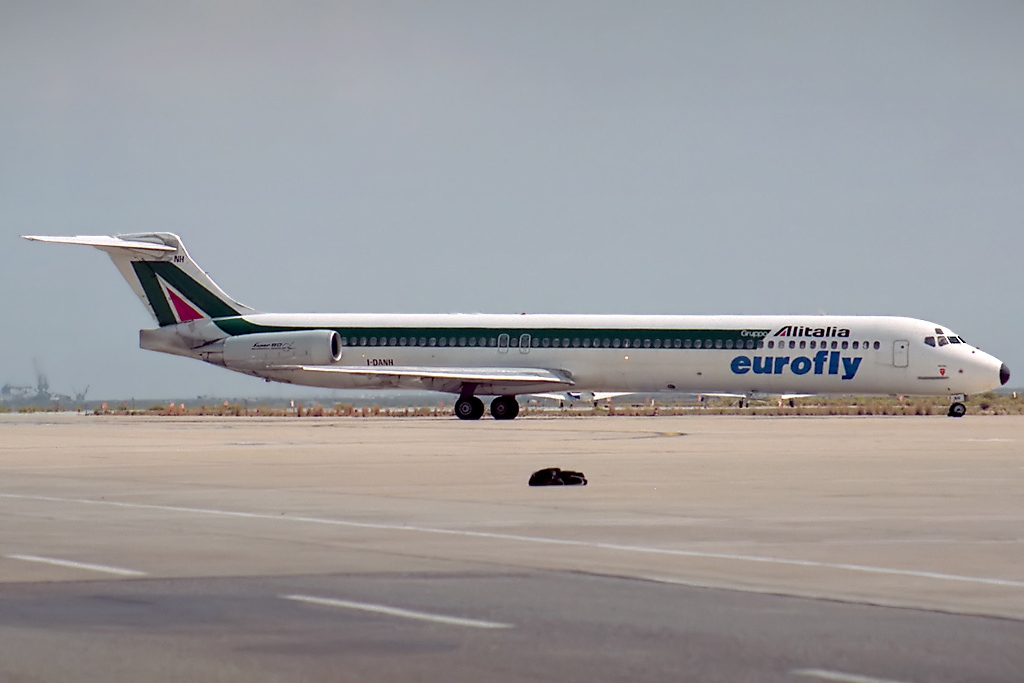
マクドネル・ダグラス MD-82

1989年にアリタリアなどの出資によって、観光地へのチャーター便を運航する会社として創立。1991年にはエジプトのシャルム・エル・シェイク国際空港への初の商業航空路線を開いて注目される。1998年からはカリブ海地域、アフリカ各地などへの路線を増やした。
2000年にアリタリアが全株式を取得してアリタリアのチャーター便運航会社となるが、アリタリアの民営化によって2004年にはルクセンブルクのSpinnaker社に売却、2005年にミラノ証券取引所に株式が上場された。
2006年より、メリディアナへの株式の譲渡が始まり、2007年から2008年にかけて予約システムやウェブサイトの統合などが行われ、経営の緊密化が図られている。その後2010年にメリディアナと統合し、メリディアーナ・フライとなった。

## 保有機材

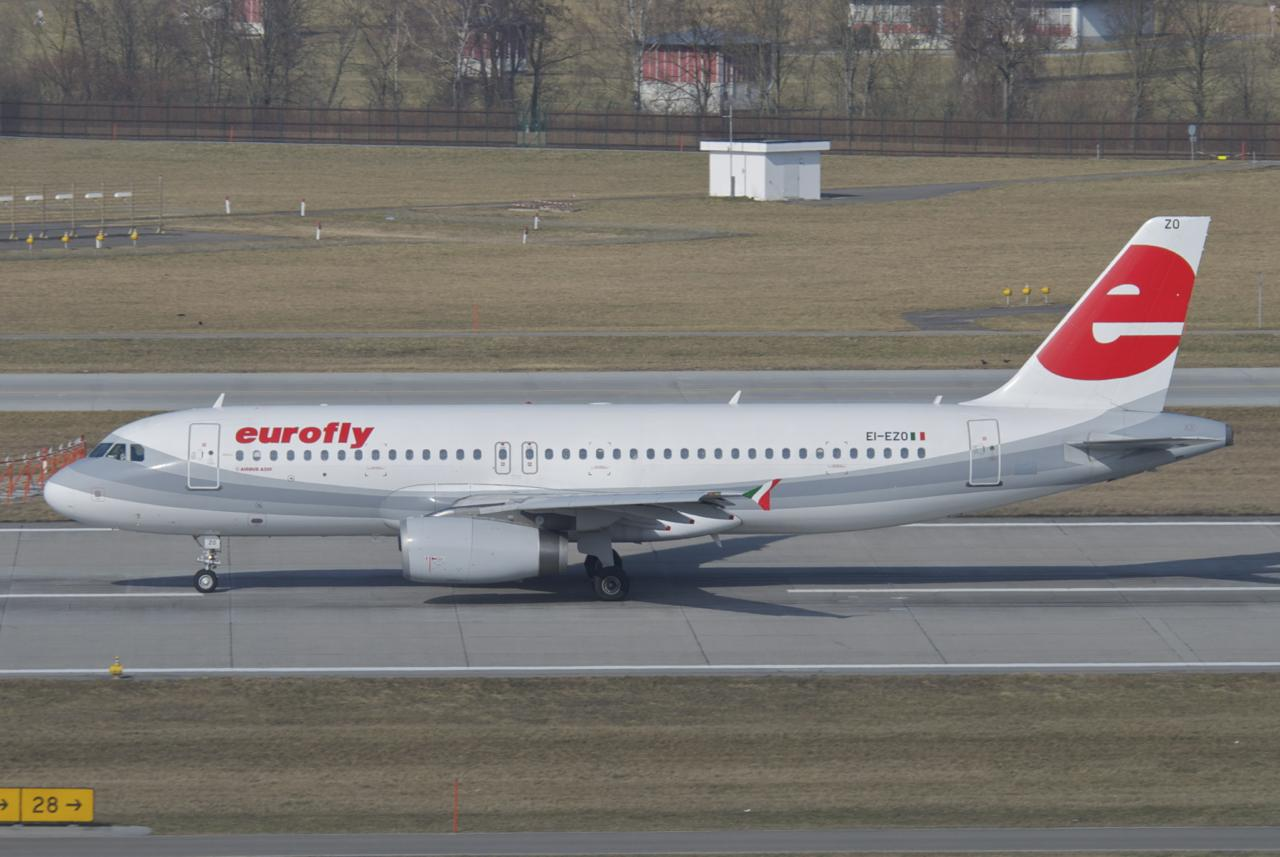
エアバス A320-200

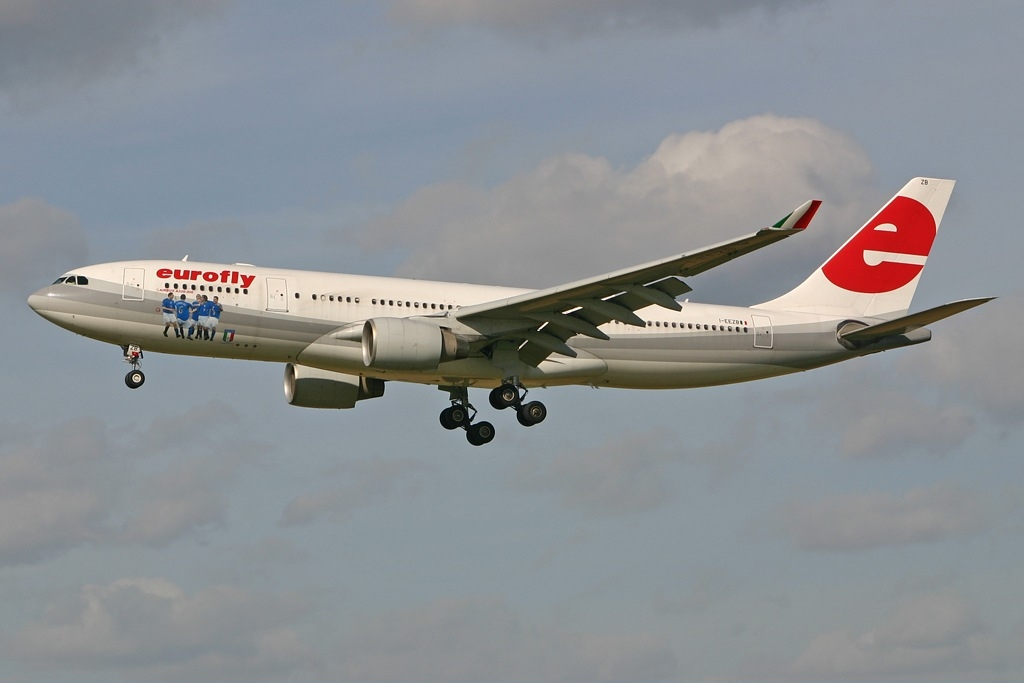
エアバス A330-200

2001年以来エアバス社の機材のみを使っていた。
2008年7月の時点での保有機材は以下の通り。
- A320-214型 8機
- A330-223型 4機

## 脚 注
1. ↑  ユーロフライ保有機材一覧